# Barranco de Las Angustias

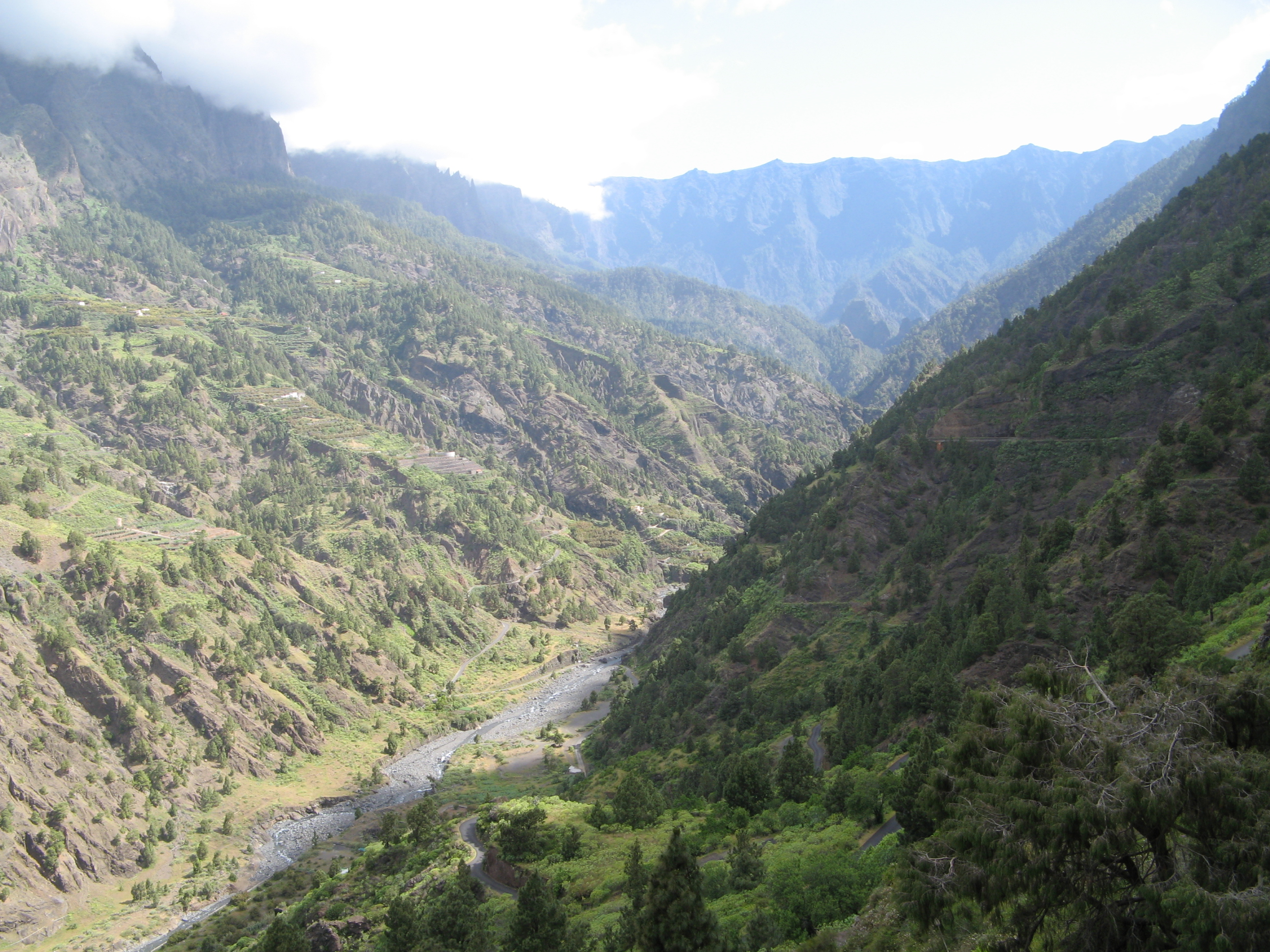
Barranco de las Angustias vom Lomo del Caballo, unten im Bild die Straße LP-214 nach La Caldera und zum Wanderausgangspunkt Los Brecitos

Der Barranco de las Angustias („Schlucht der Ängste“) entwässert die auf über 1000 Meter hoch liegende Caldera de Taburiente im Zentrum der Kanarischen Insel La Palma und erstreckt sich über eine Länge von etwa zehn Kilometern bis zum Atlantik bei Puerto de Tazacorte.

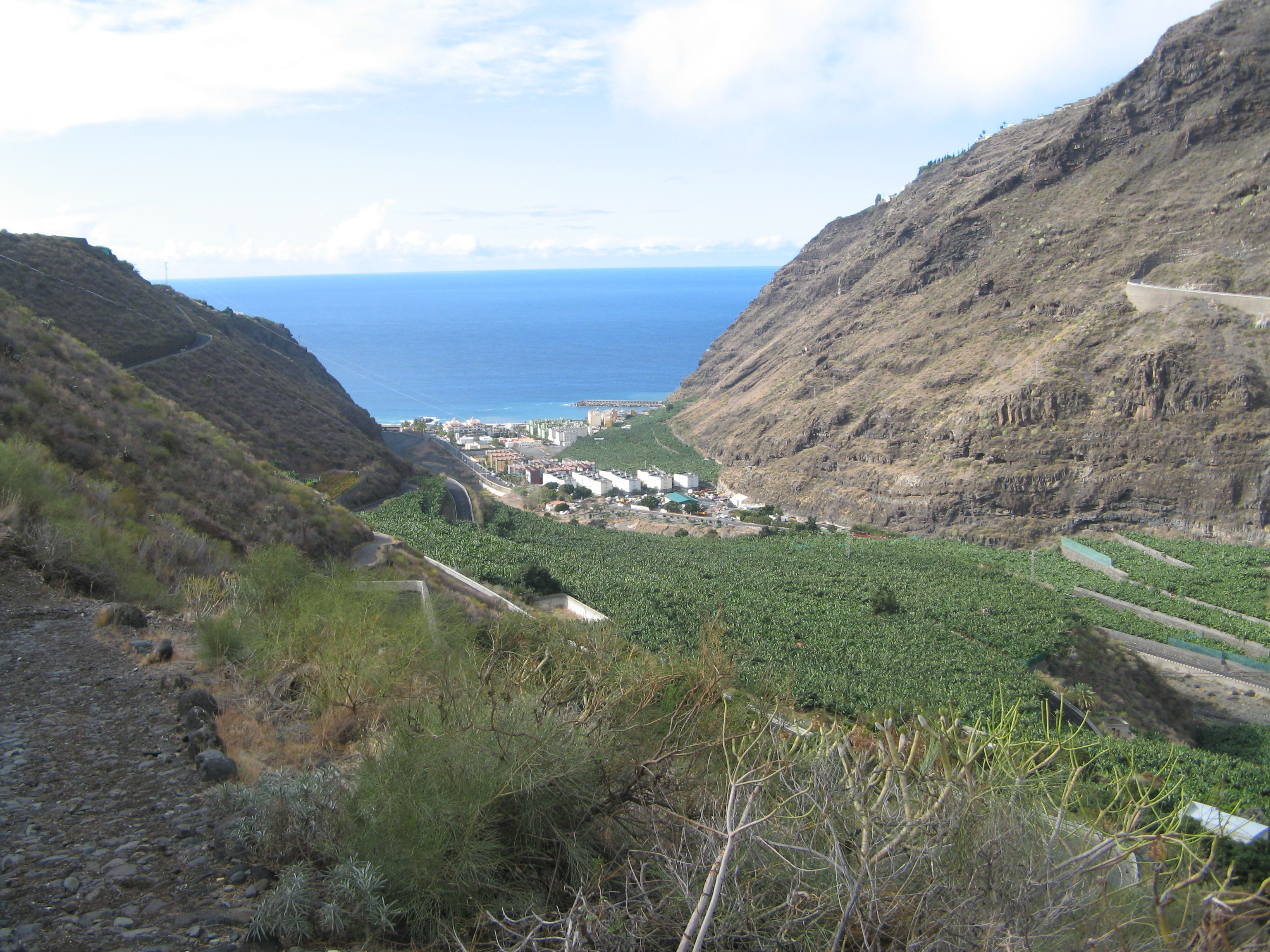
Weg durch die Bananenplantagen von Los Llanos nach Puerto de Tazacorte

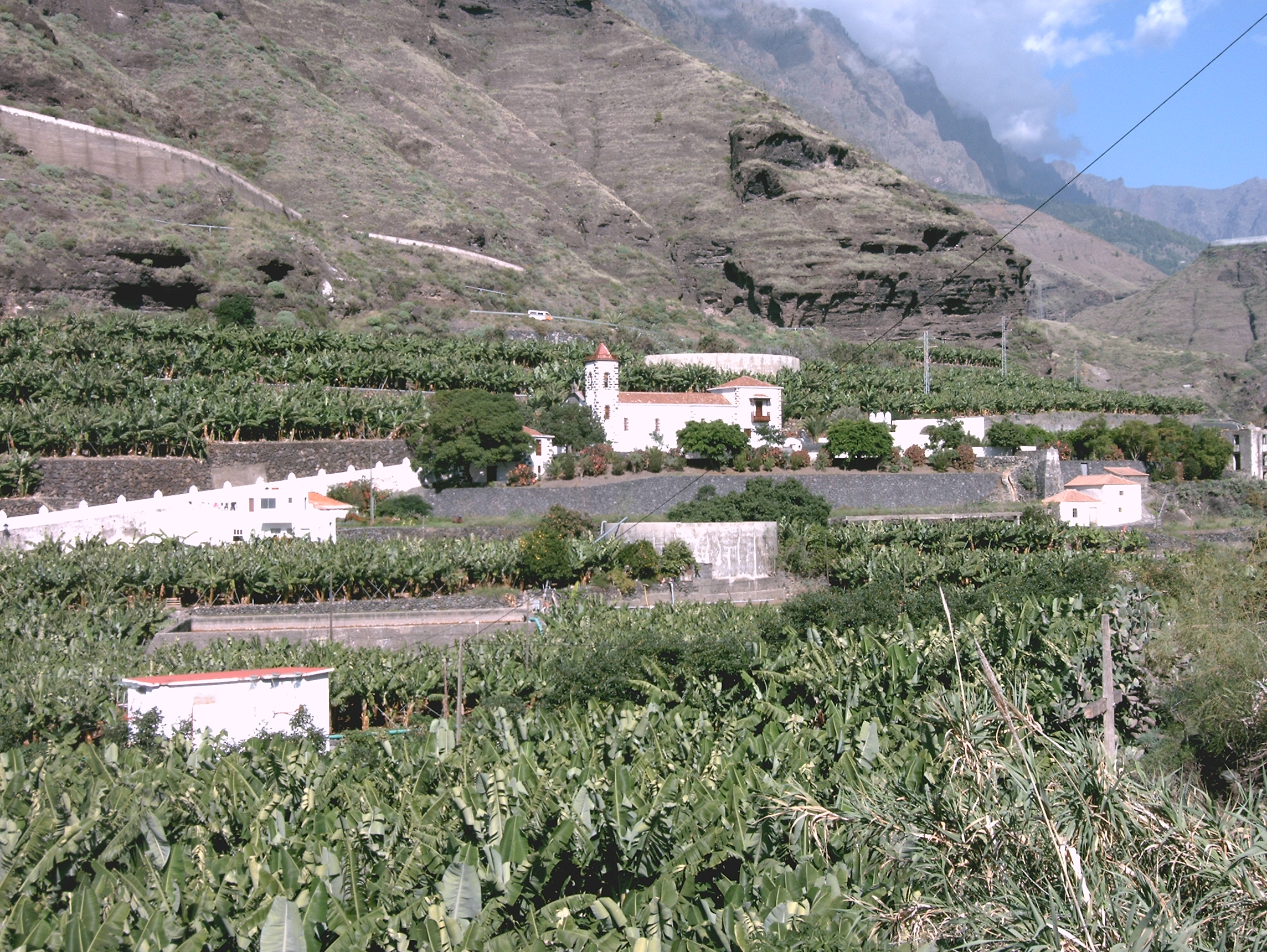
Nuestra Señora de las Angustias, im oberen Bild die LP-1 am Nordhang

## Geographie
Die Vielzahl der in der Caldera entspringenden Quellwässer vereinigen sich im Barranco zu den Bächen Río de Taburiente und Río Almendro amargo. Sie vereinigen sich in Dos Aguas, der größte Teil des Wassers wird kurz danach an einer Wasserfassung für Bewässerungszwecke ausgeleitet. Unterhalb dieser Wasserfassung führt der Barranco nur selten durchgehend sichtbar Wasser. Im Winter und auch bei nur kurzzeitig anhaltendem starkem Regen in der Caldera kann er sich zu einem reißenden Fluss mit erheblicher Erosionswirkung entwickeln.
Dank des Wasserreichtums wurden im Barranco drei Wassermühlen betrieben, eine unmittelbar unterhalb der Kirche „Iglesia de Nuestra Señora de Las Angustias“ und zwei bei Tío Quiterio.
Der obere Teil des Barrancos ist Teil des Nationalparks Caldera de Taburiente. Am 19. Juni 1987 wurde per Gesetz der Barranco de Las Angustias zum Naturpark erklärt.
Im Barranco befinden sich ausgedehnte Avocado- und Bananen-Plantagen sowie bewohnte Gebiete, Puerto de Tazacorte, am Südhang angrenzende Wohnbereiche von Los Llanos de Aridane und am oberen Nordhang der Gemeindeteil Amagar von Tijarafe. 
Die das weite Tal überwindende Landstraße (LP-1) verbindet die auf der Südseite gelegenen Gemeinden Los Llanos de Aridane und Tazacorte mit dem nordwestlichen Teil La Palmas. Etwa zwei Kilometer flussaufwärts der Mündung befindet sich die Wallfahrtskirche „Nuestra Señora de las Angustias“. Über eine Zufahrtsstraße von Los Llanos ist das Flussbett im oberen Teil des Barranco de Las Angustias zu erreichen und bildet den Ausgangspunkt für Wanderungen in den Barranco bis hinauf in die Caldera de Taburiente. Die Straße führt weiter zur nicht mehr dauernd bewohnten Siedlung La Caldera (oder Casas del Cura), sie endet am Wendeplatz Los Brecitos.
Im November 2001 kamen bei plötzlich einsetzendem Starkregen drei deutsche Urlauber in der Schlucht unterhalb von Dos Aguas durch die mitreißenden Wassermassen ums Leben.

## Geologie
Die Caldera de Taburiente und der Barranco de Las Angustias sind vor etwa 500.000 Jahren ursächlich durch tektonische Prozesse, beginnend mit dem Kollaps der Westflanke des ursprünglichen Vulkans Taburiente, entstanden. In der Folgezeit wurden beide durch Erosion stetig erweitert und vertieft. Gewaltige, abgeschliffene Felssteine im Flussbett sind Zeugen dieser Energie.
Charakteristisch sind die bis zu 1000 Meter hohen, nahezu senkrechten Wände des Barrancos auf seiner Nordseite. Ihre Tektonik gibt Aufschluss über die vulkanische Entstehungsgeschichte der Insel. Auf seiner Südseite liegt der mächtige, 1854 Meter hohe Pico Bejenado, ein nicht mehr aktiver Vulkan.
Im Flussbett des Barrancos finden sich heute Kissenlava oder Pillowlava. Sie entsteht, wenn Magma unter Wasser austritt und an der Oberfläche schnell erstarrt. Sie gilt daher als ein sicheres Indiz für den submarinen Vulkanismus auf La Palma.

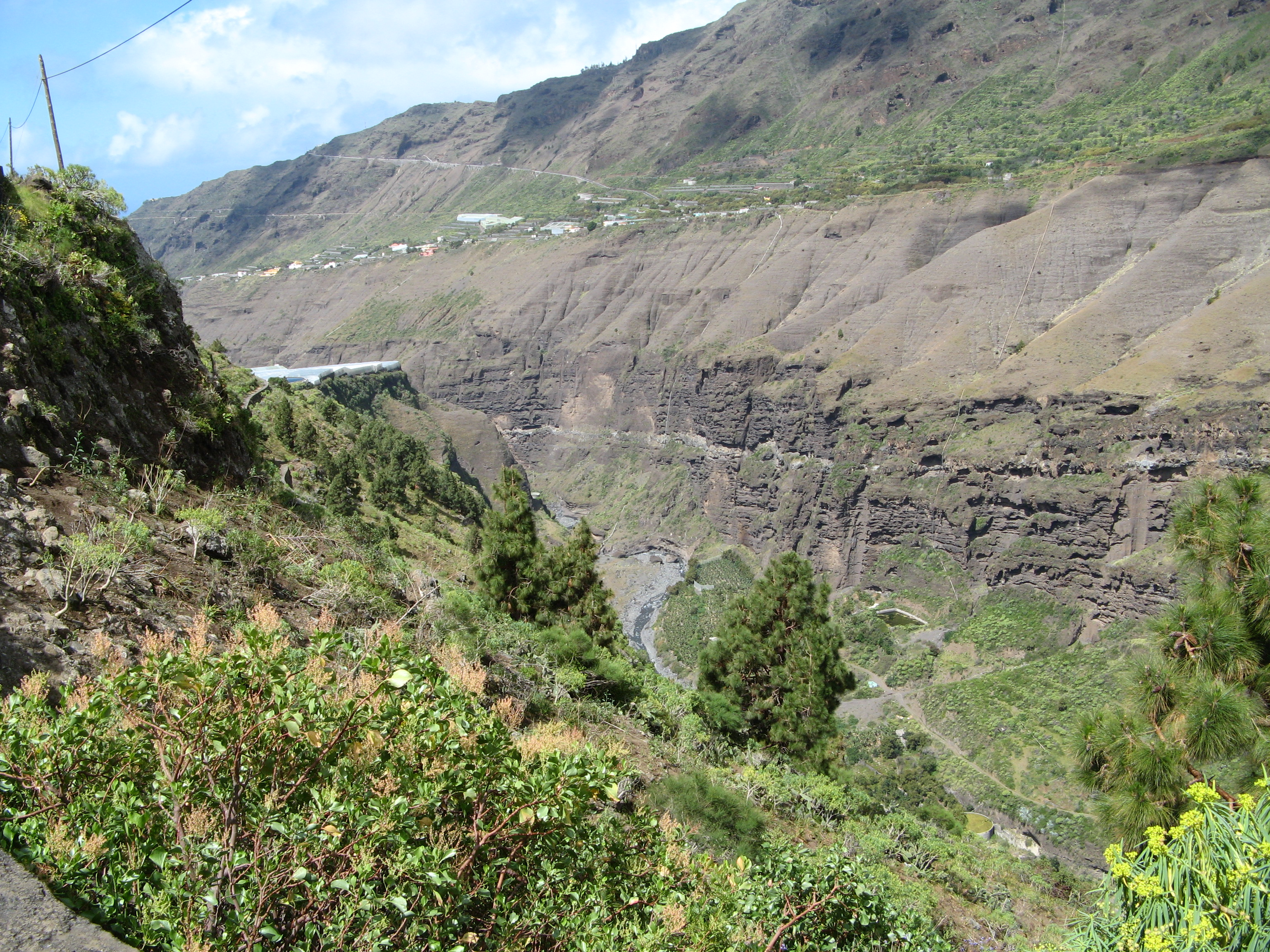
Blick auf den Nordhang vom »Lomo del Caballo« Richtung Puerto de Tazacorte
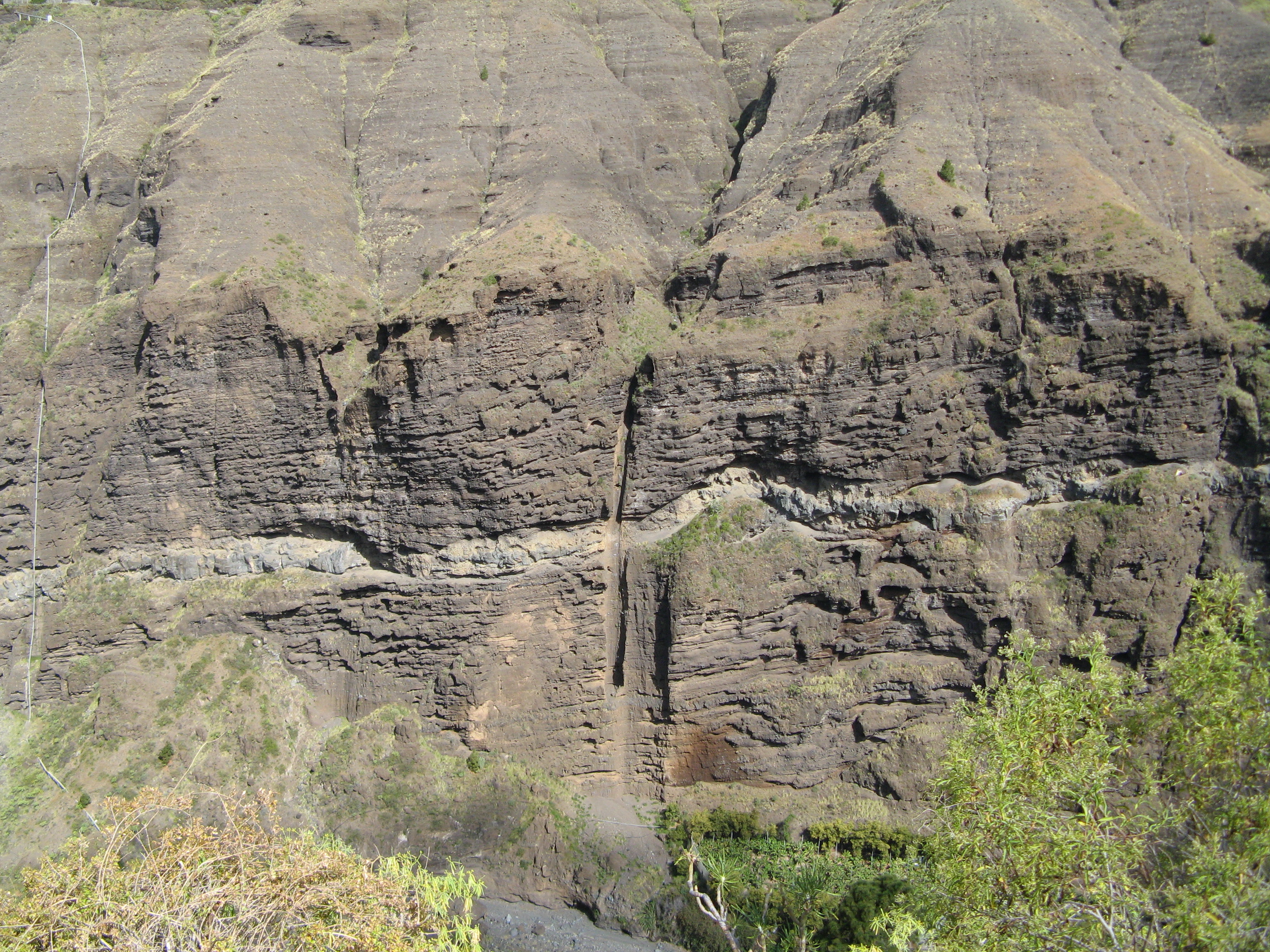
Nordhang mit ausgeprägten Strudeltöpfen
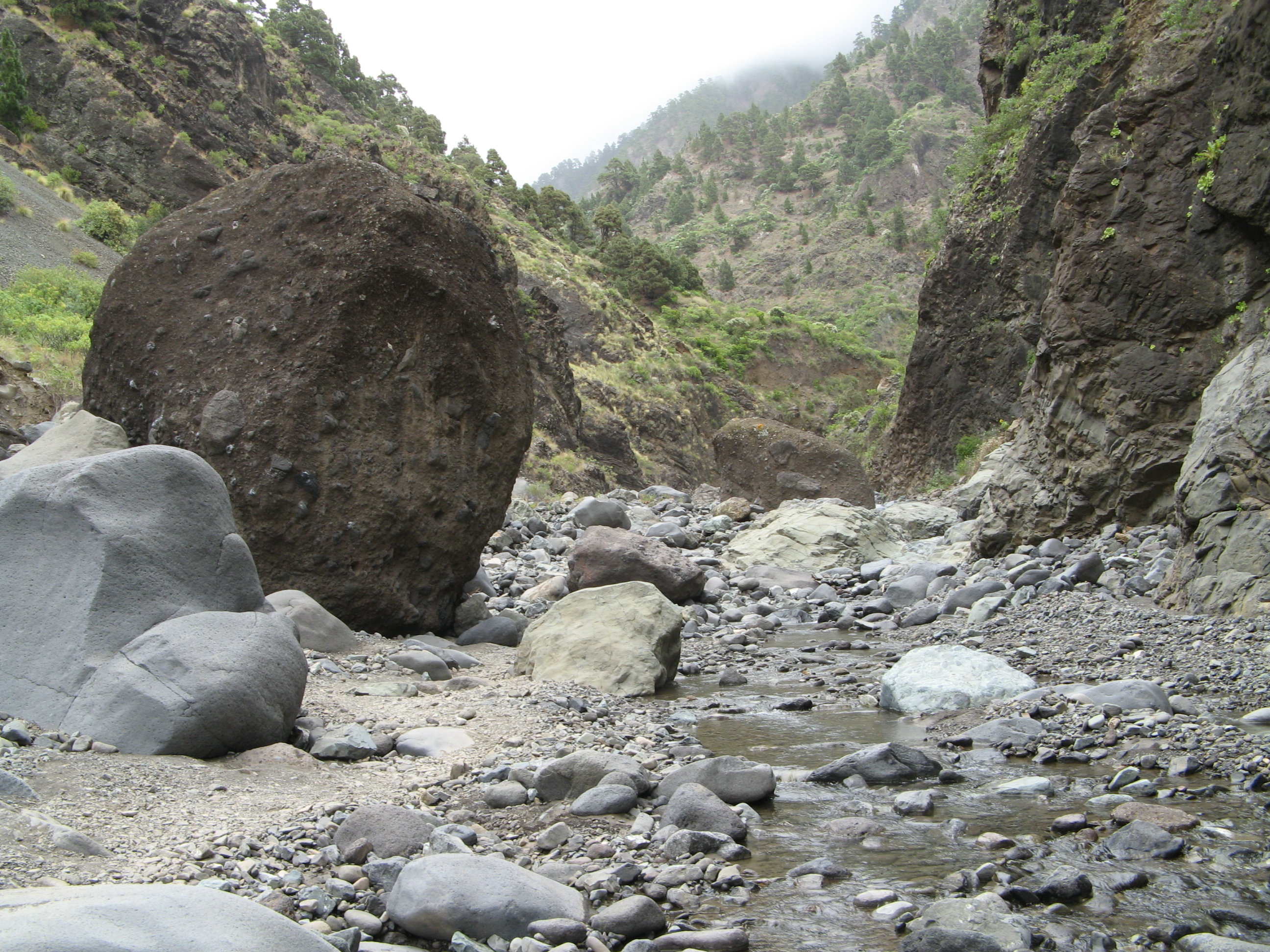
Flussbett
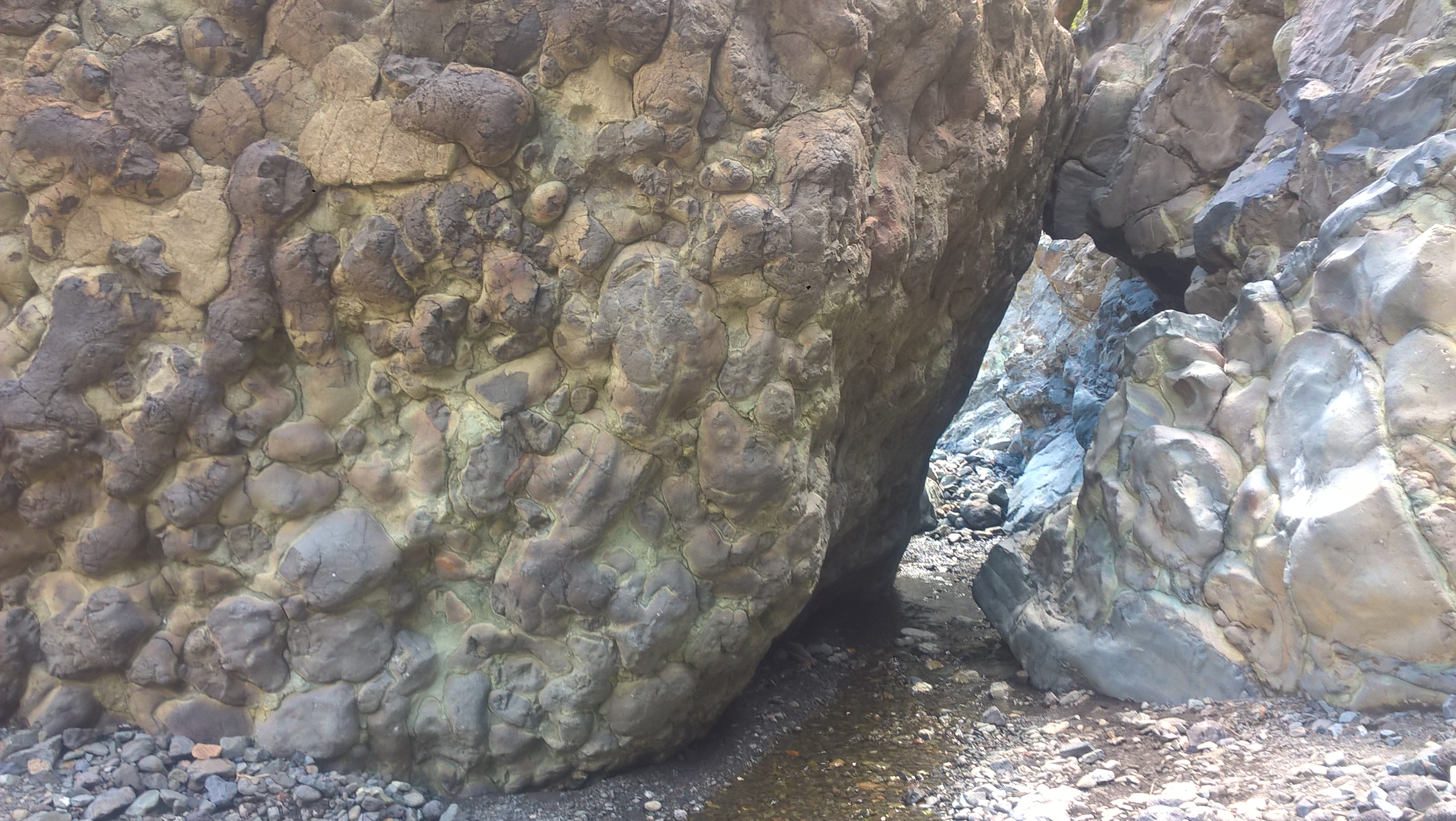
Felsen mit Kissenlava am Salto de la Estrechura
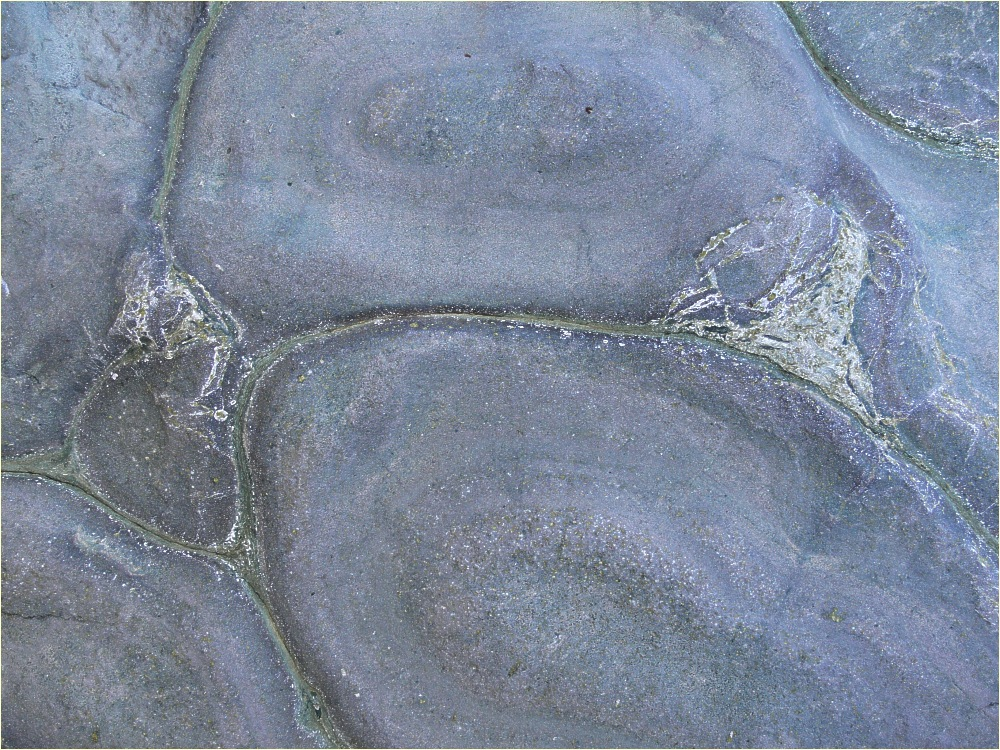
Kissenlava
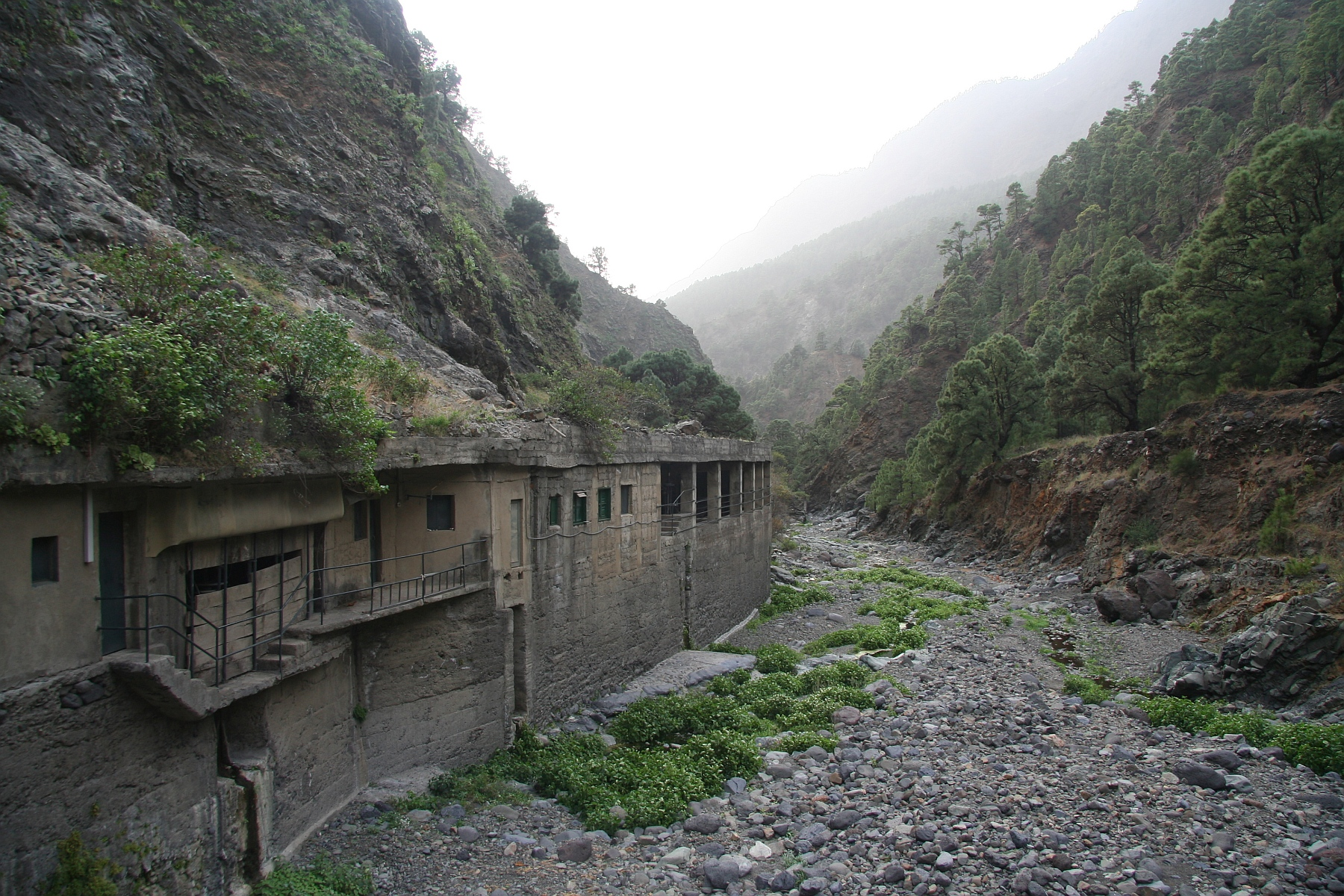
»Dos Aguas«, Wasserfassung
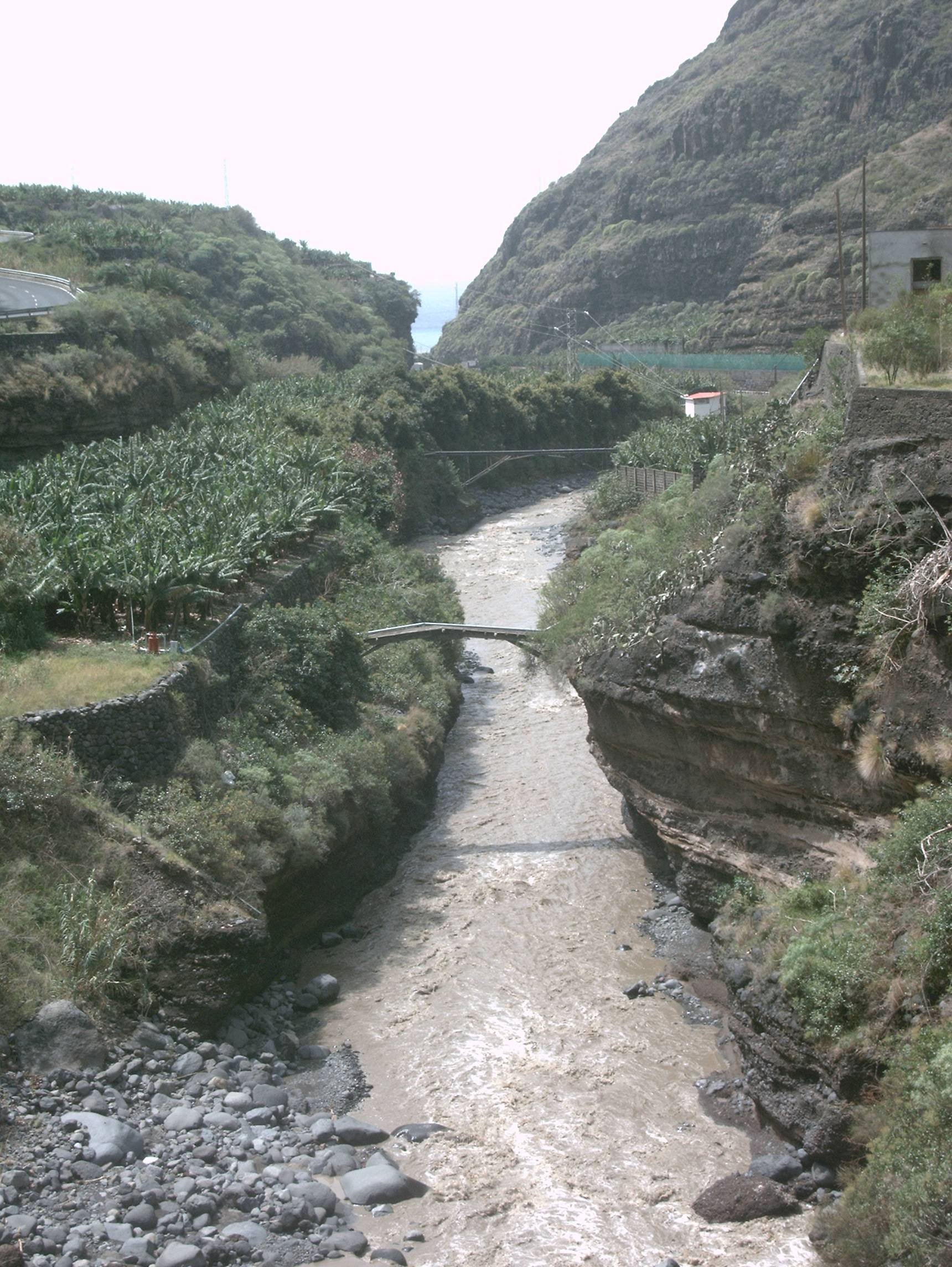
Flussbett unterhalb der Kirche Nuestra Señora de las Angustias nach Starkregen